# Aïn Zouit
Aïn Zouit (în arabă عين زويت) este o comună din provincia Skikda, Algeria.
Populația comunei este de 1.977 de locuitori (2008).